# Włosi w Polsce
Włosi w Polsce – osadnictwo Włochów na ziemiach polskich od średniowiecza do dzisiaj.
Osadnictwo włoskie w Polsce było zawsze nieliczne i ograniczone do specjalistycznych zawodów związanych np. z handlem, nauką, religią, służbą dworską, dyplomacją, architekturą, wojskowością i sztuką. Dokładna liczba imigrantów włoskich w Polsce do XIX wieku jest niemożliwa do oszacowania, z uwagi na niesformalizowany i zróżnicowany charakter ich pobytu, brak dokumentacji oraz proces polonizacji.
Większa fala imigrantów z Włoch napłynęła od XVI wieku i zaczęła zmniejszać się w drugiej połowie wieku XVII, aby praktycznie zaniknąć w XIX wieku. Włosi w Polsce, w przeciwieństwie np. do Szkotów, Żydów i Ormian, nie byli zorganizowani i nie posiadali wspólnej reprezentacji. Dodatkowo, inaczej niż np. Szkoci, Francuzi i Niemcy, Włosi (z nielicznymi wyjątkami) nie byli dopuszczani do polskiego stanu szlacheckiego i mieszczańskiego (indygenat), co uniemożliwiało im dołączenie do elitarnych kręgów w Rzeczypospolitej. Mimo tych trudności niektórzy Włosi osiągnęli duże znaczenie, a imigracja włoska wywarła znaczny wpływ np. na polską architekturę, sztukę, naukę, rozwój przemysłu i infrastruktury, a także na obyczaje i sztukę kulinarną. Osadnictwo włoskie pozostawiło również nieliczne ślady w nazewnictwie polskich miejscowości, np. Włochy (powiat pińczowski) (nazwa pochodzi od XVI-wiecznej osady Włochów, których sprowadził do pracy w hucie bp Bernard Maciejowski) i Włochy (powiat kielecki) (w połowie XV wieku były własnością Włocha Andrzeja Myssopatha). Obecnie coraz więcej Włochów znowu osiedla się w Polsce.

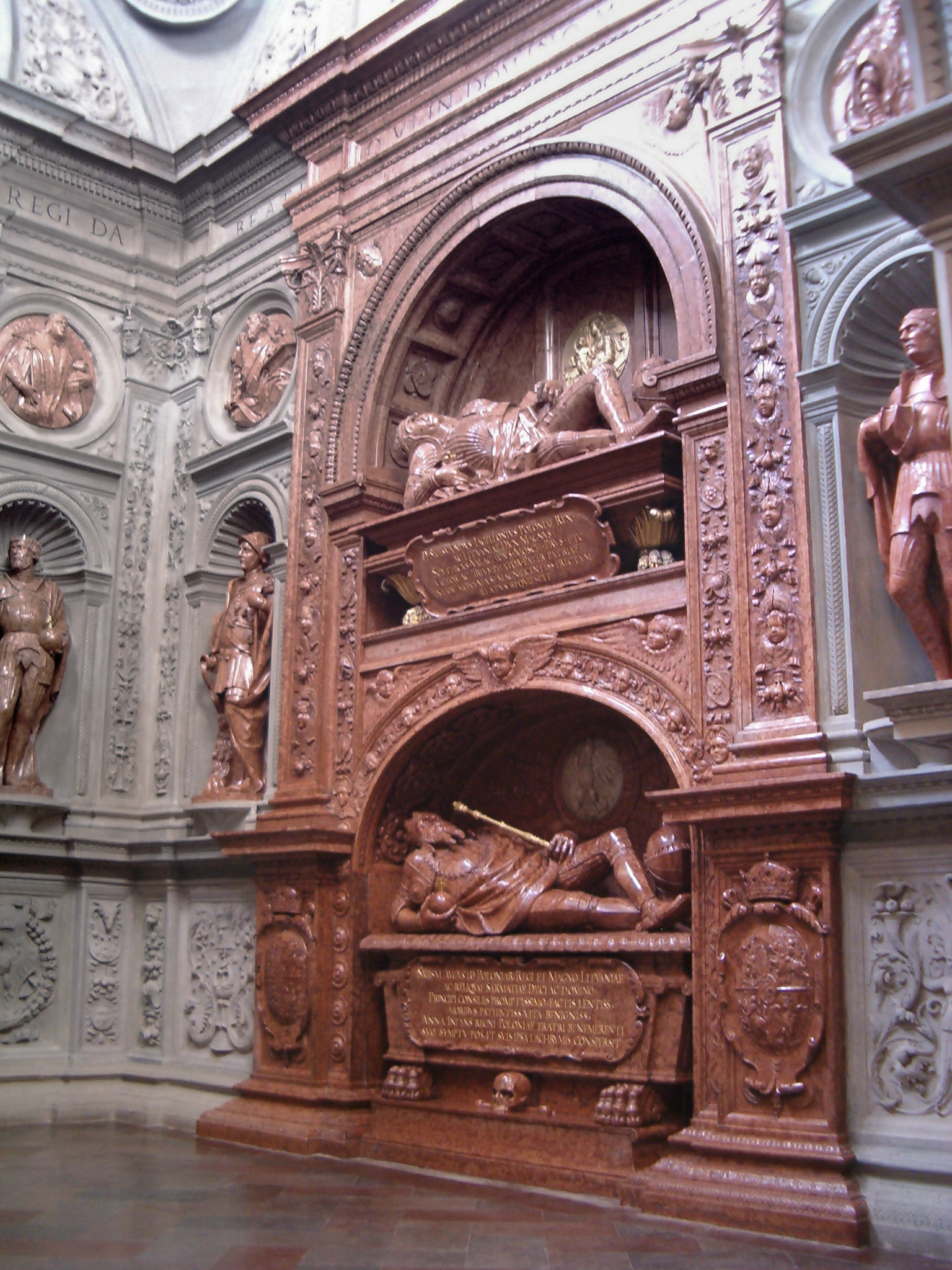
Kaplica Zygmuntowska na Wawelu (1533). Przykład włoskich wpływów w polskiej architekturze

## Średniowiecze
Włosi przybywali do Polski już w średniowieczu, jednak było to zjawisko marginalne i jednostkowe, również wśród duchowieństwa katolickiego i kupców. W XIV i XV wieku nieliczni Włosi dzierżawili polskie cła i myta, a także inwestowali swoje kapitały i stosowali swoje umiejętności techniczne i organizacyjne w kopalniach ołowiu i soli oraz w hutach szkła.
Filip Kallimach (właściwie: Filippo Buonaccorsi 1437–1496) włoski humanista, poeta i prozaik, był wychowawcą synów Kazimierza Jagiellończyka i uczestniczył w kilku misjach dyplomatycznych oraz wywierał duży wpływ na politykę królów Kazimierza IV i Jana I.

## XVI wiek
Większe grupy Włochów osiedliły się w Polsce w XVI wieku. W Krakowie społeczność włoska była prawdopodobnie najliczniejsza. Ważniejszymi ośrodkami imigracji włoskiej były: Lwów, Wilno, Gdańsk i Poznań, gdzie Włosi zajmowali się głównie handlem i budownictwem. Wielu Włochów, zwłaszcza pochodzących z regionu Toskania (Florencja) i Lombardia (Valsolda, Como, Bergamo), było związanych z ośrodkami w Krakowie i Warszawie. Wielu z nich żeniło się z Polkami i zakładało rodziny. Zazwyczaj szybko się asymilowali i czasem dorabiali się znacznych majątków i pełnili funkcje kierownicze, np. zarządzali warsztatami kamieniarskimi, kopalniami, hutami, byli właścicielami folwarków i wsi.

### Przedsiębiorcy

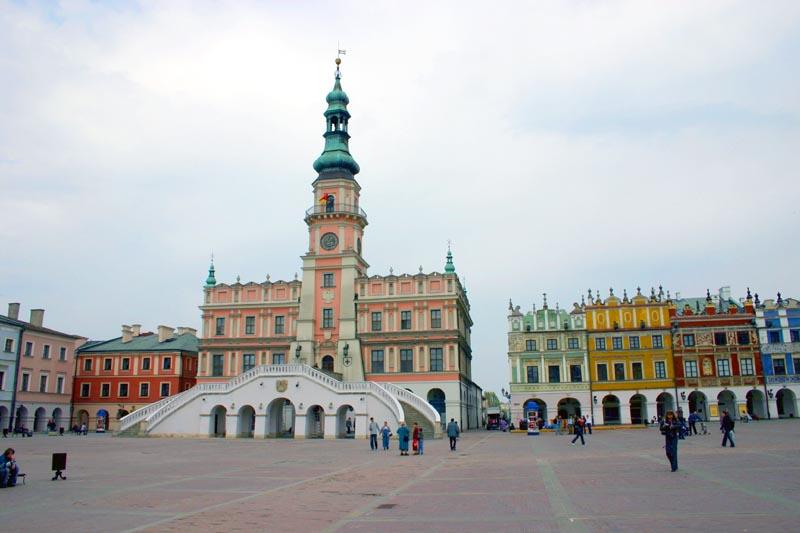
Zamość – projekt włoskiego „miasta idealnego” (città ideale), zrealizowany w Polsce w XVI w.

Kupcy włoscy szukali tu nowych rynków zbytu dla włoskich towarów, głównie jedwabnych tkanin oraz win i przypraw, w związku ze zwiększonym polskim popytem na te produkty. Powstały też w Polsce filie banków włoskich, głównie z Florencji i Wenecji. W 1558 Prospero Provana i rodzina Montelupich zorganizowali pierwszy na ziemiach polskich system pocztowy (którego dyrektorem był do 1562 P.Provana), łączący główne miasta z Krakowem, a stamtąd przez Wiedeń z Wenecją.
Włoscy specjaliści przybywali do pracy w górnictwie i hutnictwie (np. Chęciny i Łagów) i wprowadzali nowe technologie wytopu żelaza, tzw. dymarki bergamowskie (od nazwy miasta Bergamo).

### Artyści i rzemieślnicy
Wśród przybywających wtedy do Polski włoskich artystów i rzemieślników dominowali architekci i budowniczowie, którzy pomimo posiadanych, nieraz znakomitych, kwalifikacji, nie znajdowali we Włoszech zatrudnienia i szukali na polskich dworach królewskich i magnackich zleceń na budowę nowych rezydencji, ratuszy miejskich, kaplic i kościołów. Byli to np. Bartolommeo Berrecci (1480–1537), którego dziełem jest m.in. Kaplica Zygmuntowska na Wawelu oraz rozbudowa Wawelu i Zamku w Niepołomicach w stylu renesansowym. Innym włoskim architektem był Santi Gucci (1530–1600) (Kaplica Myszkowskich w Krakowie, Zamek w Pińczowie, Zamek w Baranowie, Pałac Mirów w Książu Wielkim i inne). We Lwowie i Warszawie działał Bernardo Morando (ok. 1540–1600), projektant i twórca Zamościa „miasta idealnego” (città ideale). Wśród wielu innych można wymienić następujących: Giovanni Trevano (zm. 1642), który przebudowywał zamek wawelski po pożarze w 1595, Matteo Castelli (ok. 1560–1632) (np. Kościół Świętych Apostołów Piotra i Pawła w Krakowie), Giuseppe Brizio (pol. Józef Britius) (1533–1604), Jan Maria Bernardoni (właściwie: Giovanni Maria Bernardoni, ok. 1541–1605).
Na polskich dworach magnackich i królewskich, od końca XVI wieku, zatrudniani byli włoscy śpiewacy i instrumentaliści, którzy przybywali na specjalne zlecenie i za wysokim wynagrodzeniem, np. Luca Marenzio, Asprilio Pacelli, Marco Scacchi.

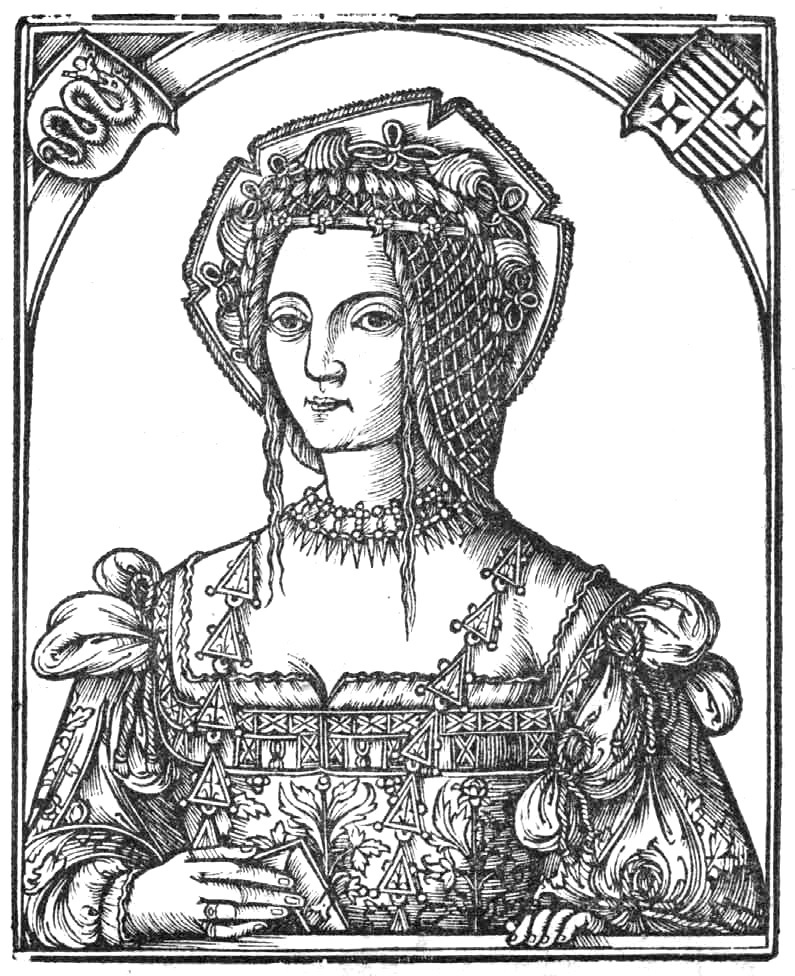
Królowa Polski Bona Sforza (1518–1557)

### Na dworze królewskim
Od 1518 do 1556 królowała na Wawelu Włoszka Bona Sforza d’Aragona (1494–1557) – druga żona króla Zygmunta Starego, matka Zygmunta Augusta i Anny Jagiellonki. Jej silny wpływ na politykę oraz popieranie wzmocnienia władzy monarszej, przyczyniły się do pogorszenia w Rzeczypospolitej opinii o Włochach. Bonę oskarżano (czasem słusznie) o cynizm i manipulację, intrygi i przekupstwo, a nawet trucicielstwo, przenosząc te zarzuty na jej rodaków. Bona przybyła z licznym dworem złożonym z Włochów, a w ślad za nią napłynęła kolejna fala przybyszów z Włoch. Królowa Bona oprócz zwiększenia wpływów kultury włoskiej w Polsce (w tym popularyzacji warzyw i przypraw w kuchni polskiej), przyczyniła się też do rozwoju gospodarczego: zagospodarowanie nieużytków, zaludnianie pustkowi, budowa mostów, młynów i tartaków. Rozbudowywała miasta i budowała twierdze warowne, np. Bar. Pozostawiła po sobie doskonale zagospodarowane dobra królewskie, przynoszące ogromne dochody.
Giovanni Michele Bruto (pol. Jan Michał Brutus), 1517–1592, pisarz i historyk, profesor Akademii Jagiellońskiej, należał przez pewien czas do najbliższego otoczenia króla Stefana Batorego, a jego przyjaciółmi i lekarzami krolewskimi byli Niccolò Buccella (1520–1599) i Simone Simoni (1532–1602). Domenico Alamani był kuchmistrzem nadwornym Batorego. Znanym architektem wojskowym, aktywnym w Polsce w czasach Batorego, był Simone Genga (rozbudowa twierdzy Dyjament).

### Duchowni katoliccy
Nieliczni księża i zakonnicy włoscy (np. Bernardino Gallo) przybywali w ramach działalności misyjnej oraz w związku z budową nowych kościołów i klasztorów. Byli wśród nich także architekci i malarze, którzy wykorzystywali swoje umiejętności podczas pobytu na ziemiach polskich. Niektórzy pełnili funkcję kapelanów na dworach magnackich.

### Innowiercy
W okresie reformacji do Polski przybywali włoscy innowiercy, szukając schronienia i możliwości dla dalszej działalności. Wśród nich do najważniejszych należał Faust Socyn (właściwie: Fausto Sozzini, 1539–1604), teolog, pisarz i poeta, twórca doktryny religijnej braci polskich, Giorgio Biandrata (pol. Jan Jerzy Blandrata, ok. 1515–1588), lekarz, działacz kalwiński i unitariański, Franciszek Stankar (właśc. Francesco Stancaro, 1501–1574) teolog i lektor hebrajskiego, Bernardino Ochino (1487–1564), propagator unitarianizmu

## XVII i XVIII wiek
Po zmniejszeniu imigracji włoskiej w XVII wieku, nastąpiło pod koniec następnego stulecia jej zwiększenie, kiedy ostatni król polski Stanisław August Poniatowski, ze względu na swoje zamiłowanie do sztuki i nauki, przyczynił się do wzmożonej współpracy z cudzoziemcami, także Włochami. 
Od października 1765 do lipca 1766 w Polsce przebywał znany włoski uwodziciel i awanturnik Giacomo Casanova, którego król przyjął życzliwie, lecz potem nakazał opuścić kraj z powodu głośnego skandalu.

### Dzierżawcy mennic państwowych
W początkach XVII wieku nastąpiło nasilenie imigracji włoskiej do Polski, a zamożni Włosi: Tytus Liwiusz Burattini, Paolo Del Buono i Hieronim Pinocci, sekretarz królewski, uzyskali dzierżawę mennicy koronnej i litewskiej, co oznaczało duże zyski, w tym także nielegalne, polegające na obniżaniu zawartości metali szlachetnych w monetach. Ten proceder pogorszył w Polsce opinię o Włochach.

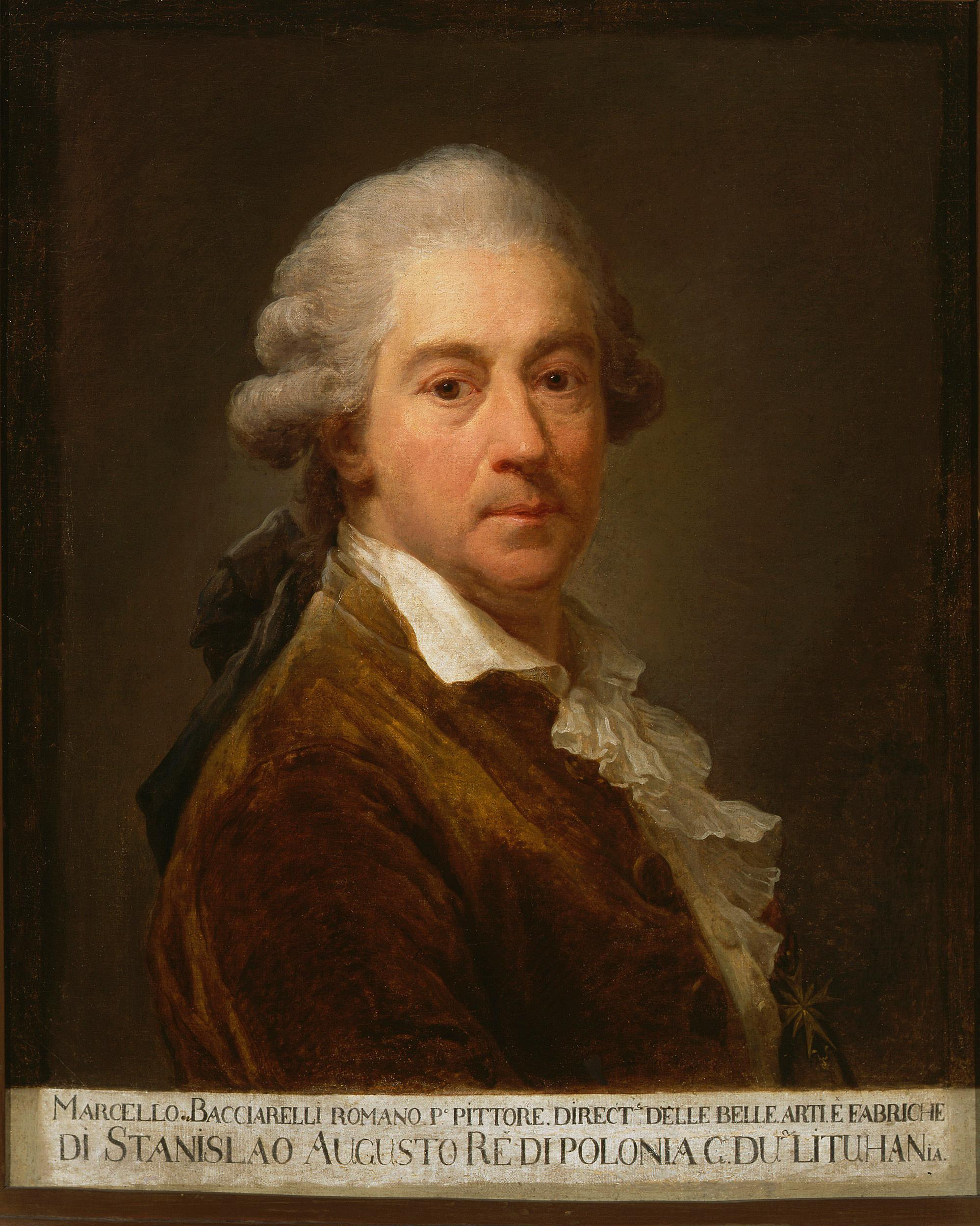
Marcello Bacciarelli, Autoportret w brązowym fraku (1793)

### Artyści
W związku z rozwojem polskiego teatru, w tym przede wszystkim teatru operowego pod królewskim patronatem (począwszy od Władysława IV), przybyli włoscy aktorzy i śpiewacy (np. Virgilio Puccitelli) oraz scenografowie, np. Agostino Locci. Nadwornymi malarzami królewskimi byli: Tomasz Dolabella (1570–1650), Marcello Bacciarelli (1731–1818) i Bernardo Bellotto zwany Canaletto (1721–1780).

### Sekretarze królewscy i dyplomaci
Włosi zatrudniani byli także na stanowiskach sekretarzy królów polskich, np. Sebastiano Cefali i Cristoforo Masini w kancelarii króla Jana Kazimierza, Tommaso Talenti u królów Michała Korybuta i Jana III. 
Hieronim Pinocci wł. Girolamo Pinocci, sekretarz królewski i dyplomata, był wydawcą pierwszej polskiej gazety „Merkuriusza Polskiego” (1661), który propagowal wzmocnienie władzy królewskiej. Włosi uczestniczyli także w polskich misjach dyplomatycznych (np. Lodovico Fantoni, Domenico Roncalli, Valerio i Francesco Magni) i docenianio ich kompetencje w tej dziedzinie.

### Wojskowi
Włoscy wojskowi odegrali w Polsce ważną rolę: Andrea dell’Aqua (1584–1656) przełożony szkoły artylerzystów na służbie królewskiej, opracował projekt utworzenia Akademii Rycerskiej, w której miały być wykładane sztuka artyleryjska oraz zasady budowy fortyfikacji. Podobny projekt stworzył też Paolo Del Buono, fizyk, przedsiębiorca górniczy oraz mincerz. W okresie wojen ze Szwecją zasłynęli włoscy wojskowi na polskiej służbie: Jan Paweł Cellary oraz inżynier wojskowy Isidoro Affaita starszy, który zaprojektował Pałac Kazimierzowski w Warszawie (1660).
Jan Filip Carosi (Carossi) urodzony w Rzymie (1744–1799), geolog i wojskowy, prowadził pierwsze w Polsce profesjonalne badania geologiczne, gdyż był w tym czasie nadwornym dyrektorem górnictwa.

## XIX wiek
Ani Księstwo Warszawskie, ani Królestwo Polskie (kongresowe) nie były celem imigracji włoskiej. Tym niemniej mieszkała wówczas na ziemiach polskich niewielka grupa Włochów, np. Joachim Albertini (właściwie: Gioacchino Albertini) (1748–1812) kompozytor i dyrygent, Józef Boretti (właśc. Giuseppe Boretti) (1746–1849) budowniczy i architekt, Antonio Corazzi (1792–1877) architekt działający w Królestwie Polskim w latach 1819–1847, Henryk Marconi (właśc. Enrico Marconi) (1792–1863) architekt od 1822 czynny w Polsce, księżniczka Maria Karolina Burbon-Sycylijska, hrabina Zamoyska (1856–1941).

## Obecnie
W 2016 w Polsce mieszkało 5390 Włochów, a ponad połowa z nich przybyła po 2010, najwięcej z regionów: Lacjum (16%), Lombardia (13%) i Sycylia (10%). Dla ponad połowy z nich celem jest praca w Polsce, najwięcej Włochów mieszka w takich miastach jak: Warszawa (1215 osób), Kraków, Wrocław, Bielsko-Biała, Łódź i Poznań. Najchętniej pracują w usługach (14%), handlu (13%), szkołach i instytucjach badawczo-naukowych (13%), finansach i bankowości (11%). Niektórzy stali się znanymi postaciami polskich mediów np. Paolo Cozza i Stefano Terrazzino.

## Ważniejsi Włosi w Polsce
- Bona Sforza (1494–1557) – królowa Polski
- Bartolommeo Berrecci (1480–1537) – architekt
- Santi Gucci (1530–1600) – architekt
- Bernardo Morando (ok. 1540–1600) – architekt, projektant Zamościa
- Faust Socyn (1539–1604) – działacz reformacyjny
- Giorgio Biandrata (ok. 1515–1588) – lekarz i działacz reformacyjny
- Marcello Bacciarelli (1731–1818) – malarz nadworny
- Bernardo Bellotto zwany Canaletto (1721–1780) – malarz nadworny
- Andrea dell’Aqua (1584–1656) – wojskowy
- Hieronim Pinocci (1612–1676) – dyplomata i pisarz, poseł Rzeczypospolitej
- Dominik Merlini (1730–1797) – architekt
- Giovanni Battista Falconi (ok. 1600–1660) – sztukator
- Giovanni Maria Padovano (1493–1574) – rzeźbiarz
- Guido Antonio Longhi (1691–1756) – architekt
- Domenico Alamani (zm. 1595) – dyplomata, kuchmistrz koronny
- Giovanni Battista Gisleni (1600–1672) – architekt, scenograf, muzyk
- Antonio Corazzi (1792–1877) – architekt
- Henryk Marconi (1792–1863) – architekt
- Giovanni Trevano (zm. 1642) – architekt, serwitor Zygmunta III Wazy